# خانه شیرینم آلاباما (فیلم)
خانهٔ شیرینم آلاباما (به انگلیسی: Sweet Home Alabama) فیلمی ۱۰۹ دقیقه‌ای به کارگردانی اندی تننت با بازی ریس ویترسپون است.

## خلاصه
«ملانی کارمایکل» (ویدرسپون)، طراح مد موفق با پسر شهردار نیویورک نامزد کرده است. اما او کارهای ناتمامی دارد که باید آن ها را به سرانجام شان برساند. «ملانی» در منطقه ای فقیر در جنوب امریکا بزرگ شده و در نوجوانی با «جیک پری» (لوکاس)، هم کلاسی اش ازدواج کرده و بعد یک باره او را رها کرده و به شرق آمده و زندگی تازه ای را آغاز کرده است. او حالا باید به زادگاهش پیجین کریک در آلاباما برگردد...